# LexisNexis
LexisNexis is een Amerikaans bedrijf dat tegen betaling toegang geeft tot een doorzoekbare database bestaande uit archieven van bijna 10.000 dagbladen, tijdschriften, wetsdocumenten en andere gedrukte bronnen. Het bedrijf vormt onderdeel van het Engels-Nederlandse bedrijf RELX.
Tot de doelgroepen behoren bedrijfsleven, overheid en onderwijs. Veel gebruikers zijn advocaten, journalisten, studenten en wetenschappers. Voor toegang tot het online archief dient een abonnement voor minimaal een jaar te worden afgesloten. 

## Historie
Het bedrijf werd opgericht in 1970 onder de naam LEXIS en vormde onderdeel van Mead Data Central (MDC), een dochtermaatschappij van Mead Paper (nu onderdeel van MeadWestvaco).
De database was tot 2019 LexisNexis Academic genaamd. Na een ingrijpende verbetering van de interface werd deze hernoemd tot Nexis Uni.
Bij het bedrijf werkten in 2017 ongeveer 10.000 mensen wereldwijd.

## Informatiebronnen
De database bevat artikelen uit Nederlandse dagbladen en opiniebladen vanaf 1990. Daarnaast een aantal buitenlandse kranten en tijdschriften, bedrijfsinformatie en – vooral Amerikaanse – juridische bronnen en jurisprudentie.
De beschikbaarheid van bronnen hangt af van het feit of een krant of andere bron zijn informatie wil vrijgeven, de mate van digitalisering en het soort abonnement dat de klant heeft afgesloten.